# ویکی دوستدار فرهنگ عامه
ویکی دوستدار فرهنگ عامه (به انگلیسی: Wiki Loves Folklore) یک مسابقه سالیانه عکاسی بین‌المللی است که همه‌ساله در ماه فوریه و به‌وسیله اعضای جامعه ویکی‌مدیا در سراسر جهان برگزار می‌شود. شرکت کنندگان از فرهنگ عامیانه محلی و میراث ناملموس منطقه خود عکس می‌گیرند و آنها را در ویکی‌انبار به صورت آزاد بارگزاری می‌کنند. هدف این رویداد، مستندسازی سنت‌های فولکلور در سراسر جهان با هدف تشویق مردم به جذب رسانه‌های فرهنگ محلی خود و قرار دادن آنها تحت مجوز محتوای آزاد است که می‌تواند نه تنها در ویکی‌پدیا بلکه در همه جا توسط همه استفاده شود.